# Polychelidae
Polychelidae é uma família de crustáceos decápodes marinhos que contém 38 espécies extantes. Todos os membros conhecidos do agrupamento são cegos, bênticos e com uma morfologia corporal semelhante às lagostas. A família tem distribuição natural nos fundos marinhos dos oceanos e mares das regiões tropical, sub-tropical etemperada, incluindo o Mar Mediterrâneo, o Mar Celta e o Mar da Irlanda.

## Descrição
A família Polychelidae distingue-se da generalidade dos decápodes pelo número de apêndices que terminam em quelas (pinças), com quatro pares, o mesmo os cinco pares, de pereiópodes com pinças. Esta característica está na base dos nomes científicos Polycheles (muitas-pinças) e Pentacheles (cinco pinças).
O primeiro par de pereópodes é muito alongado e frágil, razão porque frequentemente se partem enquanto os espécimes estão a ser trazidos para a superfície. O rostro é muito curto ou ausente e, apesar de estarem presentes pedúnculos oculares, os olhos estão ausentes. Esta família pode ser encarada como testemunho da transição a partir de animais semelhantes aos camarões para os animais semelhantes a lagostas, uma vez que possuem um número de caracteres primitivos (plesiomorfias), tais como o telson aguçado, em contraste com o telson arredondada presente nas lagostas.
As larvas das espécies da família Polychelidae apresentam morfologia muito distinta e foram descritas pela primeira vez sob o nome Eryoneicus. São conhecidas mais de quarenta formas larvares diferentes, embora poucas possam ser atribuídas aos estágios adultos das espécies conhecidas.
Embora com distribuição natural aparentemente generalizada nas regiões profundas do oceano, e pelo menos localmente de ocorrência comum, este grupo de crustáceos apenas foi descoberto em finais do século XIX, quando alguns espécimes foram dragados pela Expedição Challenger de uma profundidade que, pelos conhecimentos da época, nas palavras de Charles Spence Bate deveria ser estéril, se não de toda a vida, certamente de animais tão altos na escala da existência. O parentesco deste agrupamento com o grupo fóssil Eryonoidea, que inclui géneros bem conhecidas, como Eryon, foi imediatamente reconhecido. Uma vez que Eryon e os seus parentes eram conhecidos apenas a partir de fósseis, os mais recentes datando do Jurássico, isso fez dos Polychelidae fósseis vivos.
A principal razão que determinou que os Polychelidae tenham permanecido desconhecidos por tanto tempo é que eles vivem no fundo dos mares, muitas vezes em grandes profundidades. A família, quando considerada como um todo, ocorre desde fundos a menos 100 metros de profundidade até às regiões abissais a mais de 5000 metros de profundidade. Isso também explica a falta de visão, já que quase nenhum luz solar penetra a tais profundidades abissais.
Apenas se conhece uma espécie fóssil, Antarcticheles antarcticus, encontrada em sedimentos do Jurássico na ilha James Ross, perto do Canal Prince Gustav.

## Géneros e espécies
A família Polychelidae inclui os seguintes géneros e espécies:
| - Polycheles Heller, 1862 - Polycheles aculeatus Galil, 2000 - Polycheles auriculatus (Bate, 1878) - Polycheles baccatus Bate, 1878 - Polycheles ceratus Alcock, 1878 - Polycheles coccifer Galil, 2000 - Polycheles enthrix (Bate, 1878) - Polycheles evexus Galil, 2000 - Polycheles galil Ahyong & Brown, 2002 - Polycheles helleri Bate, 1878 - Polycheles kermadecensis Ahyong and Brown, 2002 - Polycheles nanus (S. I. Smith, 1884) - Polycheles pacificus (Faxon, 1893) - Polycheles perarmatus Holthuis, 1952 - Polycheles phosphorus (Alcock, 1894) - Polycheles politus Galil, 2000 - Polycheles sculptus S. I. Smith, 1880 - Polycheles suhmi (Bate, 1878) - Polycheles surdus Galil, 2000 - Polycheles talismani (Bouvier, 1917) - Polycheles tanneri Faxon, 1893 - Polycheles trispinosus (De Man, 1905) - Polycheles typhlops Heller, 1862 | - Antarcticheles Aguirre-Urreta, Buatois, Chernoglasov & Medina, 1990 - Antarcticheles antarcticus Aguirre-Urreta, Buatois, Chernoglasov & Medina, 1990 - Cardus Galil, 2000 - Cardus crucifer (Thomson, 1873) - Homeryon Galil, 2000 - Homeryon armarium Galil, 2000 - Homeryon asper (Rathbun, 1906) - Pentacheles Bate, 1878 - Pentacheles gibbus Alcock, 1894 - Pentacheles laevis Bate, 1878 - Pentacheles obscurus Bate, 1878 - Pentacheles snyderii (Rathbun, 1906) - Pentacheles validus A. Milne-Edwards, 1880 - Willemoesia Grote, 1873 - Willemoesia forceps A. Milne Edwards, 1880 - Willemoesia inornata Faxon, 1893 - Willemoesia leptodactyla (Willemoes-Suhm, 1875) - Willemoesia pacifica Sund, 1920 |